# هوانغ وينبان
هوانغ وينبان (بالصينية: 黄文攀) (22 أغسطس 1995 – 16 مارس 2018) هو سبّاح صيني راحل، مثّل بلاده في الألعاب البارالمبية الصيفية 2016.